# Гудок, Александр Андреевич
Александр Андреевич Гудок (родился 3 июня 1991 в Москве) — российский регбист, защитник (трехчетвертной (центр) или крайний трехчетвертной (вингер)) команды «Локомотив-Пенза» и сборной России по регби-7.

## Биография

### Карьера игрока
В регби попал, по его словам: «Пришли в школу к нам и позвали. У нас в Монино все играют в регби. Все мальчишки прошли через это. Я вот остался. О чём не сожалею ни капельки». Первоначально играл за «УОР» (дубль «ВВА»), позднее стал выступать за основной состав «военлетов», показывал стабильную и результативную игру. Активный участник команды «ВВА-Подмосковье» по регби-7, становился чемпионом России по регби-7 и обладателем Кубка России по регби-7. На протяжении 4 сезонов (с 2014 по 2018 год) занимал с командой 3-е место в чемпионате. Летом 2019 года перешёл в состав новичка чемпионата — «Локомотив-Пенза». В его составе стал чемпионом России по регби-7.

### Карьера в сборной
На протяжении долгого времени является стабильным игроком семёрочной сборной. В 2018 году стал чемпионом Европы по пляжному регби.